# Цветное индексированное изображение

Принцип хранения и визуализации цветного индексированного изображения:
1). массив данных в памяти, где каждая точка представлена условным числовым индексом;
2). цветовая палитра, сопоставляющая значению индекса реальный цвет;
3). визуализированное изображение.

Цветное индексированное изображение — такое изображение, цвет каждого элемента которого задаётся в специальной таблице — палитре.
Таким образом, каждый элемент изображения (пиксел) представлен в памяти не реальным цветом, а неким условным индексом, который расшифровывается по таблице цветов (палитре) в реальные компоненты цвета, что позволяет для каждого такого элемента построить «истинный» цвет в заданной цветовой модели.
Достоинства такой модели представления растровых изображений заключаются в том, что можно очень значительно сократить объём памяти, необходимый для представления изображения и при этом использовать любые оттенки цвета. Например, для представления в памяти 4-цветного изображения кроме хранения самой палитры (что несущественно для большого растра) достаточно всего 2 бита на пиксел, а 1 стандартный байт из 8 битов способен хранить данные о 4 последовательных точках растра. Для сравнения, в полноцветном растровом изображении с глубиной цвета 24 бита на пиксел на одну точку необходимо использовать 3 байта.
В эпоху малого распространения компьютерных графических подсистем, оперирующих полноцветными изображениями, цветные индексированные (палитровые) изображения использовались для быстрых спецэффектов в играх и научно-технических системах обработки изображений.
На 2019 год индексированные растры широко используются в науке и технике для картирования и анализа объектов и явлений, например, в геоинформатике.